# José Antonio Santano Serrano
José Antonio Santano Serrano (Baena, 11 de mayo de 1957) es un poeta español. Es Graduado Social por la Universidad de Granada, Técnico Superior en Relaciones Industriales por la de Alcalá de Henares y Licenciado en Filología Hispánica por la Universidad de Almería. 

## Biografía
Ha dirigido y presentado (1999-2001) en Canal SI-Televisión, de Almería, los programas culturales “Fin de Siglo” y “Millenium” en los que entrevistó, entre otros, a José Hierro, José Manuel Caballero Bonald, Leopoldo de Luis, Ángel García López, José María Merino, Salvador Compán, Andrés Neuman, Jesús Pardo, Luis Mateo Díez, Antonio Soler, etc. Alterna la poesía con colaboraciones en revistas, prensa (fundador y director del Periódico Independiente “La Razón”, de Baena) y televisión.
Es miembro de honor de la Asociación Artística Cálamo (La Laguna, Santa Cruz de Tenerife) y del Departamento de Arte y Literatura del Instituto de Estudios Almerienses.
Pertenece (vocal Junta Directiva) a la Asociación de Escritores y Críticos Literarios de Andalucía “Críticos del Sur” (AAECL) –miembro del jurado de los premios Andalucía de la Crítica, de narrativa- y a la Asociación Colegial de Escritores de España (ACE) (es tesorero de ACE, Sección Autónoma de Andalucía).
Es miembro fundador de la corriente Humanismo solidario, junto a los escritores Francisco Morales Lomas, Alberto Torés, José Sarria, Manuel Gahete y Paco Huelva, y la profesora e investigadora de la Universidad de Granada, Remedios Sánchez.
Ha codirigido la revista de poesía, arte y pensamiento “Cuadernos de Iponuba” (Baena, 1992) y también la literaria “Cuadernos de Caridemo”, de Almería, años 2003-2004 (24 números).
Ha coordinado el Premio Andalucía de Poesía “La Posada de Ahlam y Ayuntamiento de Fondón” (Almería).
Su poesía ha sido traducida al italiano por Emilio Coco: Quella strana quiete e Il vollo degli anni (Antología poetica personale), así como algunos textos al inglés y francés.
Ha dirigido, además, la colección Palabras Mayores, de poesía, de la Editorial Alhulia, de Salobreña (Granada).
Ha coordinado el espacio radiofónico “El rincón de la lectura”,  del programa “Protagonistas Almería”, de la emisora Punto Radio Almería.
Ha dirigido y presentado el programa cultural “Caleidoscopio”, de ACL Radio, de Almería.
Ha sido colaborador, desde su nacimiento (2008) hasta noviembre (2012) del Diario de Almería, con su columna semanal “Imaginario”, y renueva dicha colaboración en abril de 2013, con “Salón de Lectura” –reseñas literarias quincenales- y la columna, también quincenal,  “Estación Sur”.
Colabora mensualmente con el periódico “Cancionero”, de su pueblo natal, Baena (Córdoba).

## Obras publicadas
- Canción Popular en la Villa de Baena (Ed. Ayuntamiento Baena, 1986). D.L.: CO-114/86.

- Aproximación a la Historia del Carnaval de Baena. Revista Carnavalenda (1993).

- Profecía de Otoño (Sevilla, 1994), Premio Internacional de Poesía “Barro”. Sevilla, 1993. ISBN 84-87976-07-7.

- Grafías de Pasión. Prosa y poesía sobre la Semana Santa de Baena (1998). D.L.: CO-282/98.

- Exilio en Caridemo (Ed. Inst. Estudios Almerienses. Almería, 1998), Premio de Poesía “Ciudad de El Ejido”, 1995. ISBN 84-8108-153-1.

- Íntima heredad (Ed. Endymion. Córdoba, 1998), Accésit Premio Internacional de Poesía “Rosalía de Castro”, 1998. ISBN 84-9215116-3-3.

- La piedra escrita (Ed. Alhulia. Salobreña, 2000). Finalista Premio Nacional de la Crítica y Premio Nacional de Poesía 2000. ISBN 84-95136-50-3.

- Árbol de bendición. Antología literaria al olivo (Ed. Instituto de Estudios Almerienses y Ayuntamiento de Baena. Almería, 2001). ISBN 84-8108-235-X.

- Suerte de alquimia (Ed. Alhulia. Salobreña, 2003), de poesía. Finalista del Premio Andalucía de la Crítica 2003. ISBN 84-96083-09-8.

- Trasmar, de narrativa (Ed. Alhulia, Salobreña, 2005). Premio Andalucía de la Crítica “Ópera Prima” 2005. ISBN 84-96083-70-5.

- Las edades de arcilla (Ed. Alhulia, Salobreña, 2005). ISBN 84-96083-75-6.

- Il vollo degla anni (Antología poetica personale), Colección Cuaderni della Valle, traducción de Emilio Coco (Italia, 2007). XIV Premio Internazionale di Poesia e Letteratura “Nuove Lettere” 2009, del Istituto Italiano di Cultura di Napoli.

- La cortaera (artículos periodísticos 2001-2004). Baena (Córdoba, 2007). ISBN 978-84-606-4322-7.

- El Oro líquido (El aceite de oliva en la cultura) Antología literaria. Ed. La Oficina del Autor. Diputación de Jaén. Junta de Andalucía. D.L.: M-44432-2008.

- Razón de Ser. X Premio Internacional de poesía “Luis Feria” 2008. Universidad de La Laguna (Tenerife). ISBN 978-84-608-0839-8.

- Caleidoscopio. (Prosa. Ed. Instituto de Estudios Almerienses, Almería, 2010). ISBN 978-84-8108-457-3.

- Estación Sur (Ed. Alhulia,  2012). ISBN 978-84-92593-85-9.

- Tiempo gris de cosmos (Ed. Nazarí, Granada, 2014). ISBN 978-84-942992-3-0.

- Memorial de silencios (Ediciones En Huida, Sevilla, 2014). ISBN  978-84-943241-4-7.

- Los silencios de la cava (Ed. Alhulia, 2015). ISBN 978-84-944785-5-0

- La voz ausente (Ed. Alhulia, 2017). ISBN 978-84-946525-7-8

- Lunas de Oriente Editor: Ed. Dauro (20 de abril de 2018) ISBN-13: 978-8494783050

- Antología de poesía iberoamericana actual– 12 sep 2018 de Berlanga Reyes, Francisco Alfonso (Autor), Santano Serrano, José Antonio (Autor)
- Tierra madre. Ed. Alhulia, 2019. ISBN: 978-84-121177-6-9
- Cielo y Chanca. Ed. Alhulia,2019. ISBN: 978-84-120814-1-1
- Marparaíso. Ed. Diputación de Córdoba y Casa de Galicia en Córdoba, 2020. ISBN: 978-84-935333-6-6 (XXIV Premio Poesía Casa de Galicia en Córdoba)
- Madre lluvia. Ed. Olifante (2021). ISBN: 978-84-122535-5-9
- Alta luciérnaga. Ed. Diputación de Salamanca, 2021. ISBN: 978-84-7797-665-4
- Silencio [Poesía 1994-2021], Estudio preliminar del profesor Alfonso Berlanga Reyes.  Ed. Alhulia (2021). ISBN: 978-84-124124-9-9
- Sepulta plenitud. Ed. OléLibros (Valencia, 2023) ISBN: 978-84-19589-72-9

## Apariciones en antologías y revistas
- García Velasco, Antonio. 30 poetas andaluces actuales. Vocabulario y recursos. Ed. Aljaima (Málaga, 2005), pgs. 327-338. ISBN 84-95534-30-4.

- Moreno Ayora, Antonio. Historia Literaria Cordobesa (Lecturas y Reseñas Críticas, 2000-2005), Ánfora Nova, Serie Ensayo 7 (Rute, 2008), Capítulo 4, pgs.39-43. ISBN 978-84-88617-58-3.

- Latidos y relatos. Granada, 2002. pgs.83-93 (Amor de otoño y Sueño). ISBN 84-932655-3-2.

- Cuentos del Cabo de Gata. Ed. Amoladeras (Almería, 2002). Pgs: 145-147 (Siguiendo una estrella). ISBN 84-932918-0-3.

- Poetas por la paz. Ed. Colegio Gestores Granada, Jaén y Almería, 2002. Pgs. 85-92. D.L.: Gr-1899/2005.

- Traspasando fronteras. Relato corto y fotografía.  Ed. Universidad de Almería, 2006. Pgs. 27-31 (El paraíso de Jalifa). ISBN 84-689-7701-2

- Los poetas cantan al olivo. Una antología. Ed. Francisco Vélez Nieto. Fundación José Manuel Lara, Sevilla, 2006. Pgs. 57-58 (El olivo). ISBN 978-84-95556-87-4.

- Homenaje a la Fiesta Literaria de la Belleza Andaluza. Ateneo de Sevilla, 2007. Pgs. 66-68 (Mar y olivos). ISBN 84-611-7432-4.

- Homenaje a la Fiesta del Ultra. Ateneo de Sevilla, 2008. Pgs. 224-225 (Nace tu voz…). ISBN 84-612-3400-4.

- Homenaje a la Generación del 27. Ateneo de Sevilla, 2008. Pgs.278-280 (De la Sabika y la Alambra). ISBN 978-84-612-7908-1.

- Nuestros escritores. Antología de lecturas almerienses. Ed. IEA (Almería, 2008). Pgs. 224-225 (Como tus ojos). ISBN 978-84-8108-420-7.

- El tam-tam de las nubes. Caja Granada, 2008. Pgs. 353-358 (Siguiendo una estrella). ISBN 978-84-96660-48-9.

- Lo demás es oscuridad. Homenaje a los faros. Ed. Asoc. Cultural Destellos-Artefacto. Carboneras, 2013. Pgs. 46-47 (Faro de Mesa Roldán). ISBN 978-84-616-2677-9.

- De tu tierra. Ed. Manuel Ángel. Cajasur Publicaciones (Córdoba, 2001). Pg. 262 (Mar de olivos). ISBN 84-7959-385-7.

- Cabo de Gata, un espacio de leyenda. Fundación Gypaetus (Madrid, 2004). Pg.289. ISBN 84-933537-2-8.

- Tierras del olivo. Ed. Junta de Andalucía-Fundación Legado Andalusí (2007). Pgs. 299-307 (El olivo en la poesía). ISBN 978-84-96395-45-9.

- Medina Azahara. El monte de la novia. Ed. Almuzara (Córdoba, 2008). Pg. 131 (Medina Azahara o la ciudad mítica). ISBN 978-84-96968-75-2.

- Jardins du Maroc, núm. 8. Hiver, 2008. Marrakech. Pgs. 52-55 (L’olivier dans l’Art et la Litterature). DL:2006/6112. DP: 06/2004.

- Exhibition lands of Olive Groves. El Legado Andalusí Fundation (Granada, 2007). Pgs. 71-83 (The olivetree in poetry). ISBN 978-84-96395-46-6.

- Los poetas cordobeses al vino Montilla-Moriles (Córdoba, 1993). Ed. no venal. Pg. 18 (Anochece). D.L.: CO-649-93.

- Los poetas cordobeses al vino Montilla-Moriles (Córdoba, 1994). Ed. no venal. Pg. 6 (La parra). D.L.: CO-663-1994.

- Poemas al vino de Montilla-Moriles (Córdoba, 1995). Ed. no venal. Pgs. 45-46. D. L.: CO-409-1995.

- Vino y toros (Córdoba, 1997). Ed. no venal. Pg. 21 (Exaltación del fino Cancionero). D. L.: CO-446-1997.

- Buscando sendas. El ciclo inédito(Piedraviva). Ed. Junta de Andalucía, Universidad de Córdoba y Ateneo Popular de Almodóvar del Río (no venal). Pg. 16 (La memoria). D.L.: CO.85-1997.

- Periódico El Faro (Motril, 2000). Pgs. 26-27 (Humana arboleda). ISSN 1138-8250.

- Escritores Andaluces por la Paz. Ed. CHL Groups (no venal). Pgs. 98-99.

- Tres Orillas. Revista Intercultural (Algeciras, 2006-2007). Núm. 7-8. Pgs.71-72. ISSN 1695-2634. Núm. 9-10. Pg. 122. ISSN 1695-2634

- A2 Catálogo/Exposición. Mediterráneo Arte Literatura. Ed. IEA (Almería, 2002). Cuerpo azul. D.L.: AL-339-2002.

- Buxia, arte y pensamiento. Buxia Ediciones (Almería, 2005 y 2008). ISBN 1579-606X. Núm. 4. Pg. 102 (La voz y la palabra). Núm. 6. Pgs. 39-40 (Carlos Clementson: un mar de versos).

- Ánfora Nova. Revista literaria. (Rute, Córdoba, 2005). Núm. 61-62. Pgs. 108-109 ( Manuel Gahete o la luz de la palabra). ISSN 1135-5816.

- Álora la bien cercada. Revista literaria (Álora, 2006). Núm. 23. Pg. 100 (Los escolares…) ISBN 84-606-1953-2.

- Ecijamia. Cuadernos de Roldán. Ed. no venal. Pg. 32 (Écija). D.L.: SE-5345-2006.

- Versos Munda(nos) al vino de Córdoba. Ed. no venal (Córdoba, 2009). Pgs. 45-46 (Los silencios del vino). D.L.: CO-581-2009.

- Memoria de un encuentro. Homenaje a José Asenjo Sedano. Ed. IEA (Almería, 2010). Pgs. 51-53 (De los silencios y Conversando con Asenjo. ISBN 978-84-8108-477-1.

- Revista Völuspá (2011). Pgs. 95-97 (El poder y la gloria). ISSN 2174-0771.

- Entre Ríos. Revista de arte y letras. Especial Luis García Montero. (Territorio Cómplice. (Granada, 2012). núms. 17-18.  Pgs. 139-140 (Mañana…). ISSN 1699-3047

- Datos: Q16582649